# Traité élémentaire de chimie
Traité élémentaire de chimie (Frans voor Elementaire verhandeling over de scheikunde) is een invloedrijk tweedelig werk over scheikunde, geschreven door Antoine Lavoisier, dat aanleiding gaf tot de scheikundige revolutie. Het werd gepubliceerd in Parijs in 1789 en behoort samen met The Sceptical Chymist (1661) van Robert Boyle en A New System of Chemical Philosophy van John Dalton tot de grondwerken van de scheikunde.
In het werk worden enkel basisbegrippen en -methoden van de scheikunde behandeld, zoals die toen gekend waren. Onder andere de nomenclatuur van de toenmalig bekende elementen, de verdamping van alcohol (ethanol) en water, de oxidatie van metalen, de vorming van koolzuur en salpeterzuur, de gascomponenten van de lucht en de verbranding van verschillende verbindingen komen aan bod. Tevens worden talrijke, door Lavoisier uitgevoerde experimenten, uitgelegd. Achteraan staat een hele reeks tekeningen van gebruikt laboratoriumglaswerk, de verschillende opstellingen en meetinstrumenten.
Het werk presenteerde een consistente kijk op de moderne scheikundige theorie, beschreef in duidelijke termen de wet van behoud van massa (onder meer aan de hand van de vorming en ontleding van kwik(II)oxide), en ontkende het bestaan van phlogiston. Verder maakte Lavoisier het begrip element duidelijk door te stellen dat een element een eenvoudige stof is die met geen enkele analytisch chemische methode kan worden ontleed. Hij formuleerde ook een theorie die de vorming van scheikundige verbindingen uit de elementen beschrijft. Zijn werk omvat ook een lijst van ca. 50 elementen die hij kende, waaronder zuurstof, stikstof, waterstof, fosfor, kwik, zink en zwavel. Naast deze elementen staan ook licht en warmte op zijn lijst, omdat hij dacht dat dit materiële substanties waren.